# بطولة الأمم الخمس 1974
بطولة الأمم الخمسة 1974 (بالإيطالية: Cinque Nazioni 1974)‏ هو الموسم 80 من  بطولة الأمم الخمسة. كان عدد الأندية المشاركة فيه  5، وفاز فيه منتخب أيرلندا الوطني لاتحاد الرغبي.